# إلينا ياكوفليفا
إلينا ياكوفليفا (الروسية: Елена Алексеевна Яковлева) هي مذيعة وممثلة روسية (وحملت سابقاً جنسية الاتحاد السوفيتي)، ولدت في 5 مارس 1961 في أوكرانيا. بدأت مشوارها المهني سنة 1983، ومن الجوائز التي نالتها فنان الشعب الروسي وجائزة التلفزيون الصناعي ‏ سنة 2004 ونيشان الشرف وجائزة الدولة لروسيا الاتحادية ‏ وجائزة نيكا وجائزة العقاب الذهبي.

## جوائز
- فنان الشعب الروسي
- جائزة التلفزيون الصناعي [الإنجليزية]‏ (2004)
- نيشان الشرف
- جائزة الدولة لروسيا الاتحادية [الإنجليزية]‏
- جائزة نيكا
- جائزة العقاب الذهبي

## وصلات خارجية
- إلينا ياكوفليفا على موقع IMDb (الإنجليزية)
- إلينا ياكوفليفا على موقع ألو سيني (الفرنسية)
- إلينا ياكوفليفا على موقع قاعدة بيانات الأفلام السويدية (السويدية)
- إلينا ياكوفليفا على موقع ديسكوغز (الإنجليزية)
- إلينا ياكوفليفا على موقع قاعدة بيانات الفيلم (الإنجليزية)
- إلينا ياكوفليفا على موقع كينوبويسك (الروسية)